# فيكسن (شخصية خيالية)

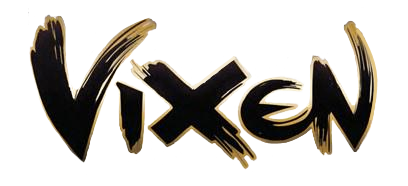
الشعار الرسمي المستخدم في الترويج لمسلسل الويب المتحرك "فيكسن" (Vixen).

فيكسن (بالإنجليزية: Vixen) هي شخصية خيالية من دي سي كومكس ظهرت في الكثير من القصص المصورة لها والمسلسلات التلفزيونية لها مثل أبطال التايتنز أنطلقوا وجاستس ليج أنليميتيد وغيرها، ظهرت لأول مرة في القصص المصورة في يوليو من عام 1981.